# Поначево
Поначево — село в Курагинском районе Красноярского края. Входит в состав городского поселения Большая Ирба.

## География
Село находится в южной части Красноярского края, в пределах Алтае-Саянского горнотаёжного района, на берегах реки Терехта, на расстоянии приблизительно 25 км (по прямой) к северо-северо-востоку (NNE) от посёлка городского типа Курагино, административного центра района. Абсолютная высота — 351 м над уровнем моря.

## История
Основано в 1868 году. По данным 1926 года имелось 328 хозяйств и проживало 1623 человека (783 мужчины и 840 женщин). В национальном составе населения преобладали русские. В административном отношении являлось центром Паначевского сельсовета Курагинского района Минусинского округа Сибирского края. Передано в подчинение Большеирбинского поссовета) из упразднённого сельсовета Решением Малого Совета Красноярского краевого Совета народных депутатов от 21.05.1992 № 98-м.

## Население
| 2010 |
| ---- |
| 217  |

### Гендерный состав
По данным Всероссийской переписи населения 2010 года, в гендерной структуре населения мужчины составляли 53,9 %, женщины — соответственно 46,1 %.

### Национальный состав
Согласно результатам переписи 2002 года, в национальной структуре населения русские составляли 92 % из 319 чел.